# Bay Cycling Classic
Das Bay Cycling Classic ist ein Radrennen rund um Port Phillip im australischen Bundesstaat Victoria, das aus vier Etappen besteht. Der Wettbewerb wird jedes Jahr im Januar für Männer und Frauen ausgerichtet.
Die einzelnen Tagesabschnitte sind jeweils Kriterien. Das Bay Cycling Classic wurde zum ersten Mal 1989 ausgetragen. Titelsponsor ist seit 2014 die Weinkellerei Mitchelton Wines, davor war der Wohnwagenhersteller Jayco im Namen des Rennens vertreten. Rekordsieger der Herren ist Robbie McEwen mit sechs Gesamtsiegen, bei den Frauen hat Rochelle Gilmore mit drei Erfolgen die meisten Siege überhaupt eingefahren. Bis 2009 wurde das Rennen in fünf Etappen ausgetragen. 2018 wurde das Rennen wegen Terminproblemen abgesagt.
Jedes Jahr findet im Rahmen des Rennens der sogenannte Amy’s Ride statt, eine Veranstaltung, bei der Fans eine gewisse Strecke zusammen mit den Teilnehmern des Bay Cycling Classic abfahren können, um Spenden für die Amy Gillett Foundation zu sammeln.

## Sieger

### Männer
| - 2019 Marco Haller - abgesagt - 2017 Ian Bibby - 2016 Caleb Ewan - 2015 Caleb Ewan - 2014 Brenton Jones - 2013 Caleb Ewan - 2012 Allan Davis - 2011 Matthew Goss - 2010 Chris Sutton - 2009 Graeme Brown - 2008 Mark Renshaw - 2007 Mark Renshaw - 2006 Hilton Clarke - 2005 Robbie McEwen - 2004 Baden Cooke | - 2003 Robbie McEwen - 2002 Robbie McEwen - 2001 Robbie McEwen - 2000 Brett Aitken - 1999 Robbie McEwen - 1998 Brett Aitken - 1997 Robbie McEwen - 1996 David McKenzie - 1995 Neil Stephens - 1994 Rick McCaig - 1993 Peter Attard - 1992 Glenn Clarke - 1990 Glenn Clarke - 1989 Peter Steiger |

### Frauen
| - 2019 Valentina Scandolara - 2018 abgesagt - 2017 Valentina Scandolara - 2016 Gracie Elvin - 2015 Chloe Hosking - 2014 Giorgia Bronzini - 2013 Melissa Hoskins - 2012 Melissa Hoskins | - 2011 Rochelle Gilmore - 2010 Rochelle Gilmore - 2009 Kirsty Broun - 2008 Megan Dunn - 2007 Katherine Bates - 2006 Katie Mactier - 2004 Oenone Wood - 2002 Rochelle Gilmore - 1995 Kathy Watt |